# Пожежний віз
Пожежний віз (пожежний хід) -
це зразок історичної пожежної техніки. Являв собою віз який був навантажений протипожежним приладдям: бочками з водою, шлангами, баграми і тд. Пожежні вози використовувалися в 17-20 століттях у якості основного засобу протипожежної служби, на ранньому етапі її існування
. З розповсюдженням на початку 20 століття автомобілів функції основного протипожежного транспорту перейшли до них 
. Але у зв'язку з дефіцитом пожежного автотранспорту епізодичне використання пожежних возів (в провінційних пожежних частинах) здійснювалося до 1950х років.